# Cha'palaa
Cha'palaa är ett barbacoaspråk i Ecuador med 9500 talare (2004). Språket talas av chachifolket.
Cha'palaa klassificerades först som ett chibchanspråk, men detta ses numera som osannolikt.
Cha'palaa är ett agglutinerande språk. Den vanliga ordföljden är subjekt–verb–objekt.